# Lăjnița
Lăjnița (în bulgară Лъжница) este un sat situat în partea de sud-vest a Bulgariei, în Regiunea Blagoevgrad, la poalele munților Pirin. Aparține administrativ de comuna Goțe Delcev. La recensământul din 2011 avea o populație de 1.612 locuitori. Atestată documentar pentru prima oară într-un registru otoman de la 1478.

## Demografie
Componența etnică a satului Lăjnița
     Bulgari (4,43%)
     Turci (90,01%)
     Nicio identificare (1,81%)
     Altele (4,74%)
La recensământul din 2011, populația satului Lăjnița era de 1.602 locuitori. Din punct de vedere etnic, majoritatea locuitorilor (90,01%) erau turci, cu o minoritate de bulgari (4,43%). Pentru 1,81% din locuitori nu este cunoscută apartenența etnică.